# Torre Cornèlia
La Torre Cornèlia és un edifici del municipi de Girona declarat bé cultural d'interès nacional.

## Descripció
Està situada en un angle de l'edifici que forma el claustre de la catedral. Emplaçada a la banda Nord de la muralla antiga de Girona. Es tracta d'una torre rodona de gran alçada aixecada amb carreus de pedra calcinal molt ben treballats. Té coberta de teula àrab i el cos inferior està ple de pedruscall en orri. La part superior disposa de dos pisos amb senzilles finestres i d'un aparell poligonal que contrasta amb l'aparell isòdom del cos inferior. La seva tipologia respon a un dels models de torre defensiva medieval més utilitzats a Catalunya.

## Història
La data i promotors de la torre resten gravats en una inscripció de la mateixa torre. Es diu que aquesta, anomenada Cornèlia, fou començada per voluntat del Consell de la Ciutat a través dels jurats Ramon Malarç, Francesc Santceloni, Ramon Ribot, Francesc Çatria, Arnau Vilagran u Guillem Guic. La llosa està datada el 16 de març de 1362. La construcció formava part del sistema defensiu de la ciutat, juntament amb la muralla. Durant les obres d'ampliació de les sales capitulars, l'any 1705, la torre s'incorporà al nou edifici.